# Hedgentiana
Hedgentiana (Cicendia filiformis) är en gentianaväxtart som först beskrevs av Carl von Linné, och fick sitt nu gällande namn av A. Delarbre. Hedgentiana ingår i släktet hedgentianor, och familjen gentianaväxter. Inga underarter finns listade i Catalogue of Life.